# لاكشمانا
لاكشمانا (بالإنجليزية: Lakshmana)‏ هو الشقيق الأصغر للإله راما التجلي السابع لفيشنو. قيل إنَّه تجسيد السيشا أو الناغا ذي الألف رأس الذي تسلق عليه السيد فشنا في محيط الحليب الأبدي. وقد صحب راما عندما ذهب إلى الغابة.

## تفاصيل
كان للملك داشاراتا من أيوديا ثلاث زوجات: كوساليا، كايكي، وسوميترا. قام بتضحيةٍ لإنجاب الأبناء ونتيجة لذلك حملت ملكاته. ولد لاكشمانا وشقيقه شاتروغانا لسوميترا، بينما ولد راما وباراتا من كوساليا وكيكي.
في وقت لاحق، عندما تم نفي راما لمدة أربعة عشر عامًا بناءً على إصرار كايكي، ترك لاكشمانا زوجته أورميلا وانضم إلى راما وسيتا في المنفى.
خلال الحرب بين راما ورافانا، قتل لاكشمانا إندراجيت وأتيكايا، اللذين كانا أبناء رافانا. قبل أن يقتل إندراجيت، هُزم لاكشمانا وراما مرتين على يد إندراجيت، وفي كلتا المناسبتين، أنقذهم تدخل هانومان من موت محقق.